# Come (groupe américain)
Come est un groupe américain de rock alternatif, originaire de Boston.

## Histoire
Come voit le jour après qu'une connaissance commune invite Chris Brokaw, Arthur Johnson et Sean O'Brien à jouer avec lui. Brokaw jouait de la batterie avec Codeine, Johnson avait déjà joué de la batterie pour le groupe Bar-B-Q Killers d'Athens (Géorgie), et O'Brien avait joué avec deux autres groupes d'Athens des années 1980, Kilkenny Cats et Fashion Battery. Après avoir joué un spectacle ensemble, Brokaw, O'Brien et Johnson décident de se séparer de leurs propres projets et invitent Thalia Zedek à les rejoindre. Zedek avait joué dans les groupes Uzi et Dangerous Birds et avait rencontré Brokaw et s'était lié d'amitié au milieu des années 1980. Son groupe le plus récent à l'époque, le groupe new-yorkais post-no wave Live Skull, s'était dissous en 1990 et Brokaw et Zedek parlaient de jouer ensemble.
En 1991, Come sort le single Car de 12 pouces, une morceau de sept minutes dans le style post-punk. Il montre ce qui deviendra le style de marque de Come : des chansons thématiquement sombres, émotionnellement intenses et longues marquées par la voix affligée de Zedek, des rythmes abrupts et l'interaction de guitare pleine de tension entre Zedek et Brokaw.
En 1992, Come sort son premier album, 11:11, chez Matador Records. 11:11 est acclamé par les médias indépendants. Après la sortie, Brokaw quitte Codeine, se consacrant à lui-même à plein temps pour Come. Come reçoit notamment les éloges du chanteur de Dinosaur Jr., J Mascis, de Bob Mould de Hüsker Dü, du guitariste de Chavez, Matt Sweeney, et du leader de Nirvana, Kurt Cobain avec qui le groupe fait une tournée.
Le deuxième album de Come, Don't Ask, Don't Tell, sort en 1994. Il est plus calme que son prédécesseur mais toujours grave. Mi-1995, Johnson et O'Brien quittent le groupe après pour poursuivre d’autres carrières. L'album suivant, le court Near-Life Experience, est enregistré avec un certain nombre de musiciens différents, dont Mac McNeilly de The Jesus Lizard et Bundy K. Brown de Tortoise. En 1998, Come sort Gently, Down The Stream, d'une durée de 66 minutes, qui reflète l'énergie de Near Life Experience mais présente un paysage sonore intégré plus fluide. Zedek et Brokaw font une pause après Gently, Down the Stream, chacun sort plusieurs albums solo. Ils se produisent ensemble à quelques reprises pour jouer quelques chansons de Come en concert, mais ne se sont jamais réunis de nouveau pour créer un nouvel album.
Come donne plusieurs concerts de retrouvailles. Le 11 novembre 2007, Brokaw et Zedek se réunissent pour un set de deux chansons, pour célébrer le 20e anniversaire du Middle East Club à Cambridge (Massachusetts). Un an plus tard, en novembre 2008, une réunion complète du groupe a lieu lorsque la formation du groupe pour Gently, Down the Stream se réunit pour une performance unique à Castellón, en Espagne, dans le cadre du Tanned Tin Festival de cette année-là. Ils interprètent des chansons de toute leur discographie. En 2010 et 2011, le premier line-up de Come se réunit sporadiquement pour jouer un certain nombre de spectacles, dont un set au festival TraniWreck à Cambridge, Massachusetts, présentant des chansons exclusivement de ses premiers deux albums et l'EP Car. Début 2013, il est annoncé qu'il y aurait une petite tournée internationale avec la première formation du groupe pour commémorer le 20e anniversaire de 11:11. La tournée a lieu en mai et juin 2013, à l'occasion de la réédition du premier album de Come.
En 2022, Come annonce la réédition de son album Near life experience en l'accompagnant de quelques concerts, dont un en Italie.

## Discographie
Albums
- 1992 : 11:11 (Matador Records/Placebo, 1992)
- 1994 : Don't Ask, Don't Tell (Matador Records/Beggars Banquet Records)
- 1996 : Near-Life Experience (Matador Records/Domino Recording Company)
- 1998 : Gently, Down the Stream (Matador Records/Domino Records)

Singles
- 1991 : Car 7" (Sub Pop)
- 1991 : Car 12"/CD (Sub Pop)
- 1992 : Fast Piss Blues 7" (Matador Records/Placebo)
- 1992 : Fast Piss Blues 10"/CD (Matador Records/Placebo)
- 1994 : Wrong Side 7"/CD (Matador Records/Beggars Banquet Records)
- 1994 : In/Out 7" (Matador Records)
- 1995 : String 10" (Matador Records/Beggars Banquet Records)
- 1995 : String CD (Matador Records/Beggars Banquet Records)
- 1996 : Secret Number 10"/CD (Matador Records/Domino Recording Company)